# Port d'Aiguadolç
El Port d'Aiguadolç, formalment anomenat Port de Sitges - Aiguadolç, és un dels tres ports esportius del municipi de Sitges (Garraf) (els altres dos són el Port del Garraf i el Port Ginesta). Està situat a la urbanització d'Aiguadolç, al nord del nucli urbà, i al sud del massís del Garraf, entre les platges dels Balmins i d'Aiguadolç. N'és el titular l'organisme de Ports de la Generalitat, i el gestiona l'empresa 'Port d'Aiguadolç-Sitges, SA'. Es va construir entre els anys 1972 i 1975. Disposa de 742 llocs d'amarratge, per a embarcacions de fins a 32 metres d'eslora, 133 dels quals són d'ús públic. La bocana té una amplada de 80 metres, amb un calat de 3 metres i el de la dàrsena de 2,5.
Disposa de varador, pòrtic elevador de 22 tones, grua amb capacitat per a cinc tones, vestidors i benzinera. Al costat de la bocana es troba el centre nàutic Aiguadolç Vela, que organitza cursos per a totes les edats, i que lloga caiacs i embarcacions de vela lleugera.
El port d'Aiguadolç està adherit al port de Sitges, destinació Costa de Barcelona certificada per Biosphere des del 2017.